# Silviu Lung Jr.
Silviu Lung Junior (sinh 4 tháng 6 năm 1989) là một cầu thủ bóng đá România thi đấu ở vị trí thủ môn cho câu lạc bộ Thổ Nhĩ Kỳ Kayserispor.

## Sự nghiệp quốc tế
Lung Jr. là cầu thủ thường xuyên của U-21 România trong chiến dịch vòng loại. Gần đây anh được triệu tập lên đội chính của Romania.

## Cuộc sống cá nhân
Anh là con trai của Silviu Lung và em trai của Tiberiu Lung.

## Danh hiệu

### Câu lạc bộ
Astra Giurgiu
- Liga I: 2015–16
- Cúp bóng đá România: 2013–14
- Siêu cúp bóng đá România: 2014, 2016